# Helgeroa/Nevlunghamn
Helgeroa/Nevlunghamn is een plaats in de Noorse gemeente Larvik, provincie Vestfold. Helgeroa/Nevlunghamn telt 1584 inwoners (2007) en heeft een oppervlakte van 1,78 km².